# Karl Wilhelm von Brausen
Karl Wilhelm von Brause (auch von Brausen) (* 1723 auf Gut Kirchkawe bei Posen; † 13. Dezember 1801 in Neuruppin) war ein preußischer Offizier, zuletzt Generalmajor sowie Chef des Dragonerregiments „von Platen“ Nr. 8.

## Leben

### Herkunft
Karl Wilhelm entstammte dem ursprünglich wohl polnischen uradeligen Geschlecht von Brause. Er war der Sohn von Johann Georg von Brause, Herr auf Kirchkawe bei Posen und dessen Ehefrau Eleonore, geborene von Blankenburg. 

### Militärische Laufbahn
Seine militärische Grundausbildung erhielt Brause ab 2. Februar 1739 als Kadett in Berlin. Mit dem 16. Juni 1742 trat er als Estandartenjunker in das Kürassierregiment „August Wilhelm von Preußen“ Nr. 2 ein. Während des Zweiten Schlesischen Krieges war er an den Schlachten bei Hohenfriedberg, Soor und der Belagerung von Prag beteiligt. 1745 wurde er Kornett und 1753 zum Sekondeleutnant befördert. 1756 nahm er an der Schlacht bei Lobositz teil. 1757 wurde er zum Leutnant und 1759 zum Stabsrittmeister ernannt. Am 25. Februar 1760 wurde Brause bei gleichzeitiger Beförderung zum Rittmeister zum Kompaniechef ernannt. Es folgte 1762 die Beförderung zum Major und als solcher 1768 die Ernennung zum Regimentskommandeur, nun unter dem Chef Heinrich von Preußen und später Georg Ludwig von Wiersbitzky. 
Im Jahr 1770 wurde er zum Kürassierregiment „von Manstein“ Nr. 7 versetzt. Bei diesem Regiment, dem er 1784 kurzzeitig als Kommandeur vorstand, wurde er am 29. Mai 1773 zum Oberstleutnant und 1781 zum Oberst ernannt und nahm 1778/79 am Bayerischen Erbfolgekrieg teil. Im Juni 1784 wechselte er als Kommandeur zum Dragonerregiment „Graf von Posadowsky“ Nr. 6. Dort wurde er am 27. Mai 1785 zum Generalmajor ernannt. Im Juni 1787 wurde er Chef des vormaligen Dragonerregiments „von Platen“ Nr. 8 und erhielt am 7. Juni 1789 bei der Revue bei Heiligenbeil den Orden Pour le Mérite. Im Juli 1790 ging er mit einer Pension von 1200 Talern in den Ruhestand.

### Familie
Brause war seit 18. Februar 1764 mit Ottilie Dorothea Sophie Elisabeth von Platen (* 22. August 1743 zu Wutike) verheiratet. Der Ehe entstammten folgende Kinder:
- Ulrika Albertine Sophia Ottilie Adamine (* 23. März 1765 in Wusterhausen; † 28. April 1846 in Berlin) ⚭ Karl Heinrich Ludwig von Ingersleben.[2]
- Christiane Friederike Wilhelmine (* 26. Februar 1766 in Wusterhausen)
- Wilhelm Johann Christoph (* 7. August 1767 in Wittstock)
- Wilhelmine Hermania (* 1775) ⚭ 1801 Friedrich Wilhelm August von Kloeden, preußischer Kapitän